# Streamline (film, 2022)
Pour les articles homonymes, voir Streamline.
Pour plus de détails, voir Fiche technique et Distribution.
Streamline est un drame australien réalisé par Tyson Wade Johnston et sorti en 2022.

## Synopsis
Benjamin, 15 ans, prodige de natation, doit faire face au retour de son père dans sa vie.

## Fiche technique
- Réalisation : Tyson Wade Johnston
- Scénario : Tyson Wade Johnston
- Musique : Angela Little
- Décors : Justine Dunn
- Costumes : Vanessa Loh
- Photographie : Michael Latham
- Production : Jay Douglas, Blake Northfield, Nathan Walker
- Sociétés de production : Bronte Pictures, Pantalon Pictures
- Société de distribution : Blue Fox Entertainment
- Pays de production : Australie
- Langue originale : anglais
- Format : couleur
- Genre : Drame
- Durée : 86 minutes
- Dates de sortie : États-Unis : 11 février 2022

## Distribution
- Levi Miller : Benjamin Lane
- Laura Gordon : Kim Lane
- Jason Isaacs : Rob Bush
- Robert Morgan : Coach Clarke
- Tasia Zalar : Patti Hill